# Nadija Kostjantynivna Kybalčyčová
Nadija Kostjantynivna Kybalčyčová, provdaná Kozlovska, ukrajinsky Наді́я Костянти́нівна Киба́льчич (*26. dubna 1878 Jasnohorod – 19. září 1914), byla ukrajinská spisovatelka, básnířka a překladatelka.

## Život
Její matka, Nadija Matvijivna Kybalčyčová, ukrajinsky Кибальчич Надія Матвіївна, byla ukrajinskou spisovatelkou. Kmotrou byla spisovatelka Hanna Barvinok Její dědečkem byl M. T. Symonov (Matvij Nomys) – ukrajinský etnograf a folklorista. Vystudovala lubenské gymnázium.
Šestnáctiletá Nadija se proti vůli své matky provdala za doktora Kozlovského. Kvůli nemoci jejího manžela (tuberkulóza) žili manželé pět let v Itálii a Rakousku a po návratu ze zahraničí žili v oblasti Kyjeva, v Trypoli (ukrajinskyТрипілля).
Během revoluce 1905-1907 byla uvězněna v Chersonském vězení. Přátelila se a dopisovala si s Lesjou Ukrajinkou a Ivanem Frankem. Po smrti svého manžela spáchala sebevraždu.

## Dílo
Její první díla pocházejí z roku 1898. Psala básně a příběhy, které byly publikovány v různých almanaších. V roce 1913 vyšla její sbírka „Poezie“. V roce 1914 vyšly tyto prózy: „Ztracené sestry“, „Zločinec“, „Poslední“. Je autorkou Pamětí Borise Grinčenka.
Překládala z italské, francouzské a německé literatury a psala příběhy pro děti („Vzpomínky kočky Syvky“, „Malá Nino“).

### Výběr z díla
- Кибальчич Н. Ескізи. (З життя на селі). Рідний край. 1912. № 37. С. 39.
- Кибальчич Н. Оповідання. К., 1914. 148 с.
- Кибальчич Н. Смутна пісня. Літературно-науковий вісник. 1901. Т. 15. С. 308—312.
- Кибальчич Н. В старих палатах // Винничук Ю. Потойбічне. Українська ґотична проза XX ст. Львів: піраміда, 2005.
- КИБАЛЬЧИЧ Н. В старих палатах // Винничук Ю. Антологія української містичної прози (Шкільна бібліотека). Харків: Фоліо, 2018. С.168-182.